# Centro Universitário Presidente Antônio Carlos
O Centro Universitário Presidente Antônio Carlos (UNIPAC) é uma instituição de ensino superior privada, filantrópica, com sede em Barbacena, e atuação no estado de Minas Gerais, Brasil. É mantido pela Fundação Presidente Antônio Carlos.
Hoje está subdividida em campi e Faculdades Isoladas, já diplomou mais de 150 mil universitários, nas mais diversas áreas do conhecimento. Além dos cursos de graduação também oferece pós-graduação lato sensu e MBA.
Em 2010, foi uma das melhores instituições na prova do ENADE.